# 히아이노돈
히아이노돈(Hyaenodon)은 신생대 에오세 후기부터 마이오세 초기까지 북아메리카와 유라시아 대륙에서 서식했던 육식성 포유류이다. 속명의 뜻은 '하이에나의 이빨(Hyena's tooth)'을 의미한다.

## 특징

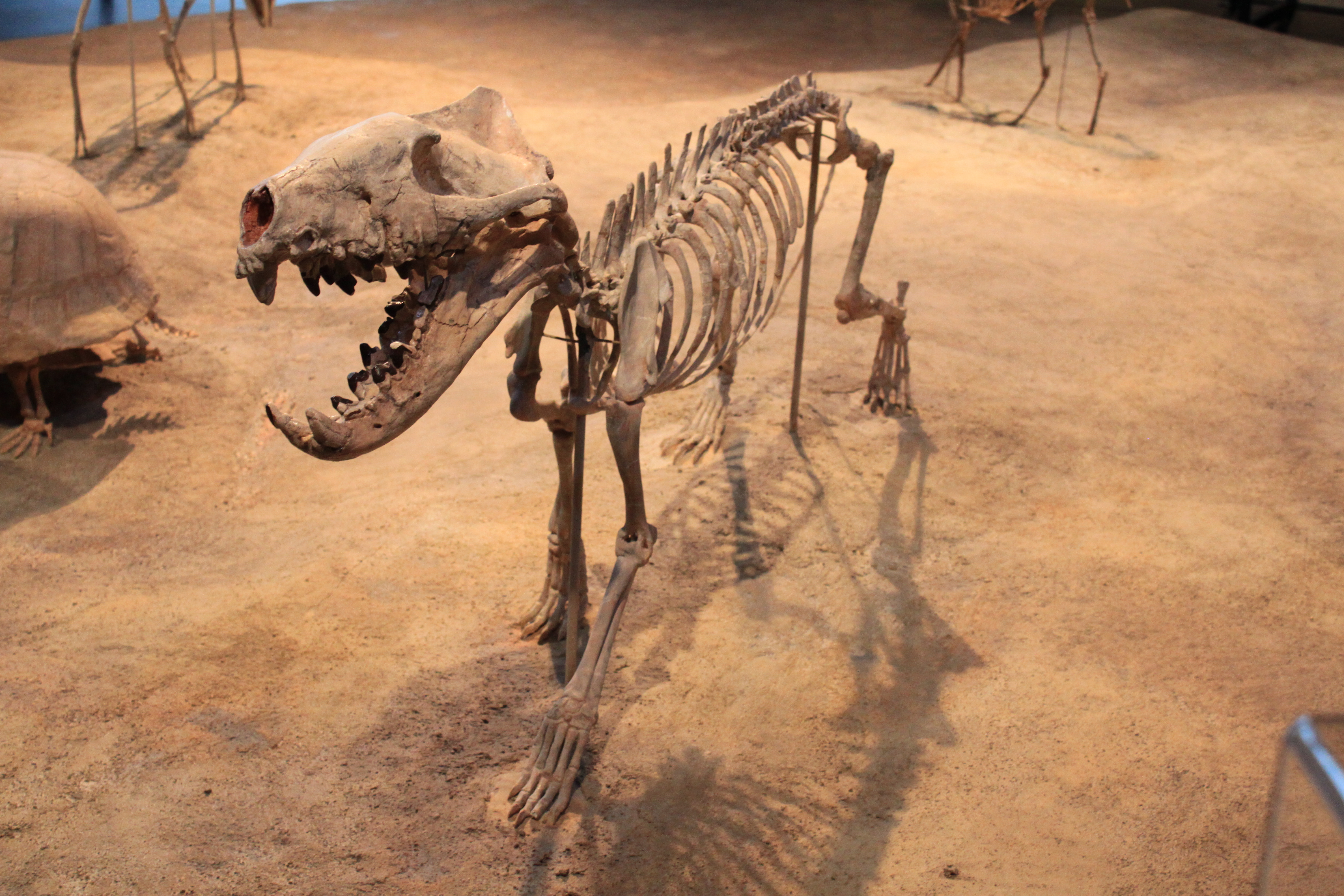
히아이노돈의 화석

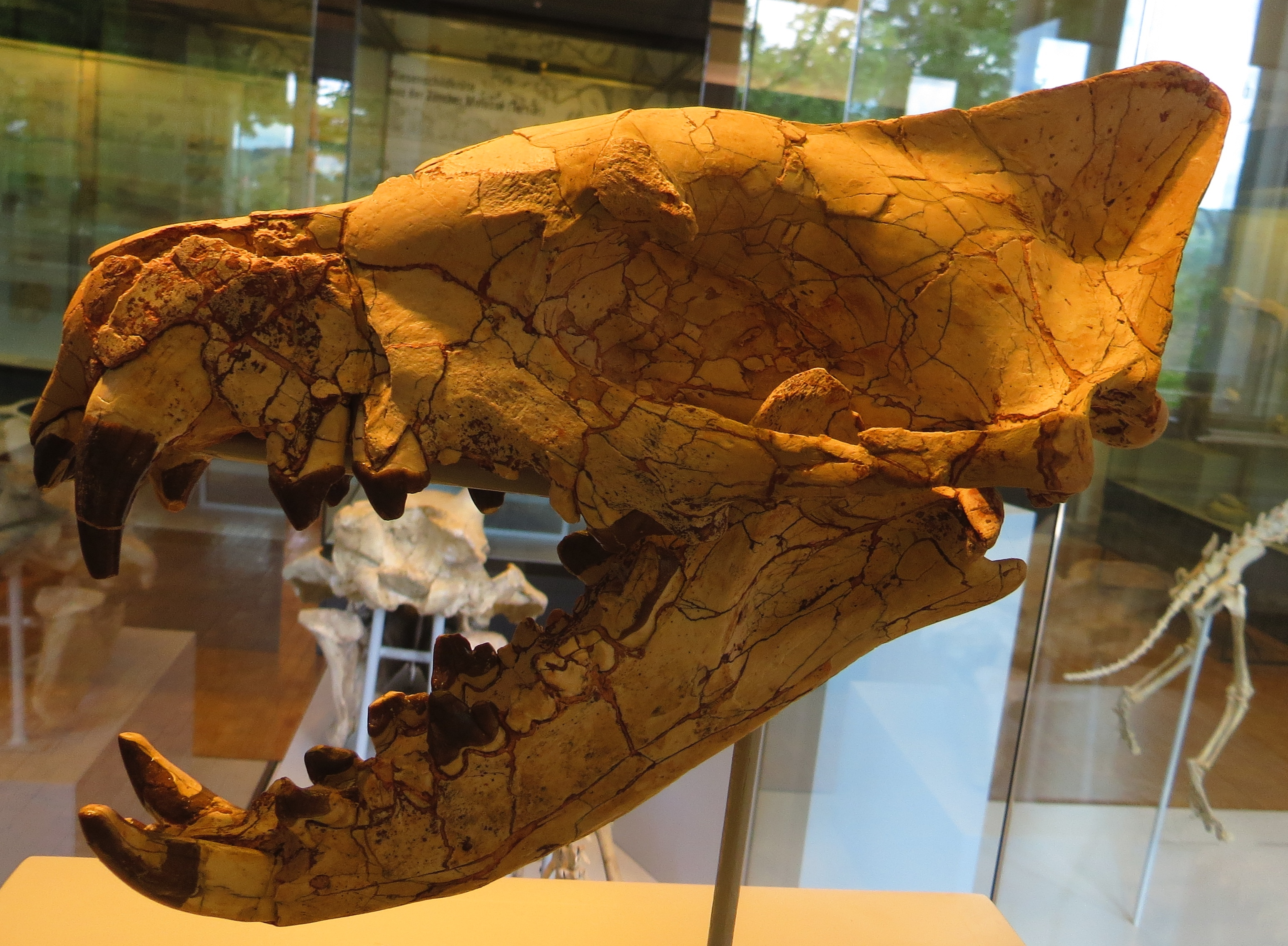
히아이노돈의 두개골 화석

히아이노돈의 두개골은 길고 좁았으며, 고양이 같은 이빨을 가지고 있었다. 그러나 히아이노돈의 몸은 고양이보다는 개와 더 비슷했으며, 비교적 최근에 멸종된 태즈메이니아 늑대인 틸라시누스(Thylacinus)와 유사했을 것으로 추측된다. 가장 큰 하이에노돈의 몸길이는 3 미터 (120 in)이고, 몸무게는 200 ~ 300 킬로그램 (0.20 ~ 0.30 t)일 것으로 추측된다.